# Бульїн Владислав Олександрович
Владислав Олександрович Бульїн (рос. Владислав Александрович Бульин; 18 травня 1972, м. Пенза, СРСР) — російський хокеїст, захисник. Майстер спорту міжнародного класу.
Вихованець хокейної школи «Дизель» (Пенза). Виступав за «Динамо» (Москва), «Герші Берс» (АХЛ), «Філадельфія Фантомс» (АХЛ), «Розенгайм», СКА (Санкт-Петербург), «Аугсбург Пантерс», «Лада» (Тольятті), «Металург» (Магнітогорськ), «Нафтохімік» (Нижньокамськ), «Дизель» (Пенза).
У складі національної збірної Росії учасник EHT 2003. У складі молодіжної збірної Росії учасник чемпіонату світу 1992.
Досягнення
- Чемпіон МХЛ (1993), срібний призер (1994)
- Чемпіон Росії (2005, 2007), бронзовий призер (2003, 2006, 2008, 2009)
- Володар Кубка Шпенглера (2008)
- Володар Кубка європейських чемпіонів (2008)
- Фіналіст Ліги чемпіонів (2009)
- Переможець молодіжного чемпіонату світу (1992).